# Hantaro Nagaoka

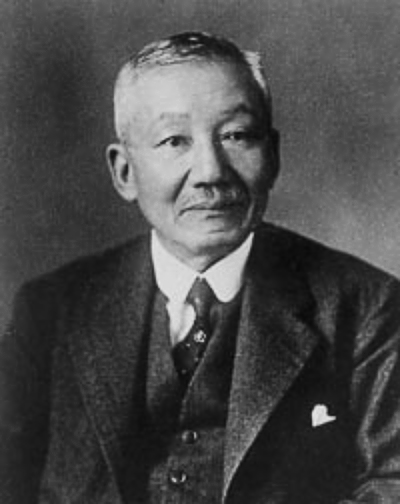
Hantaro Nagaoka

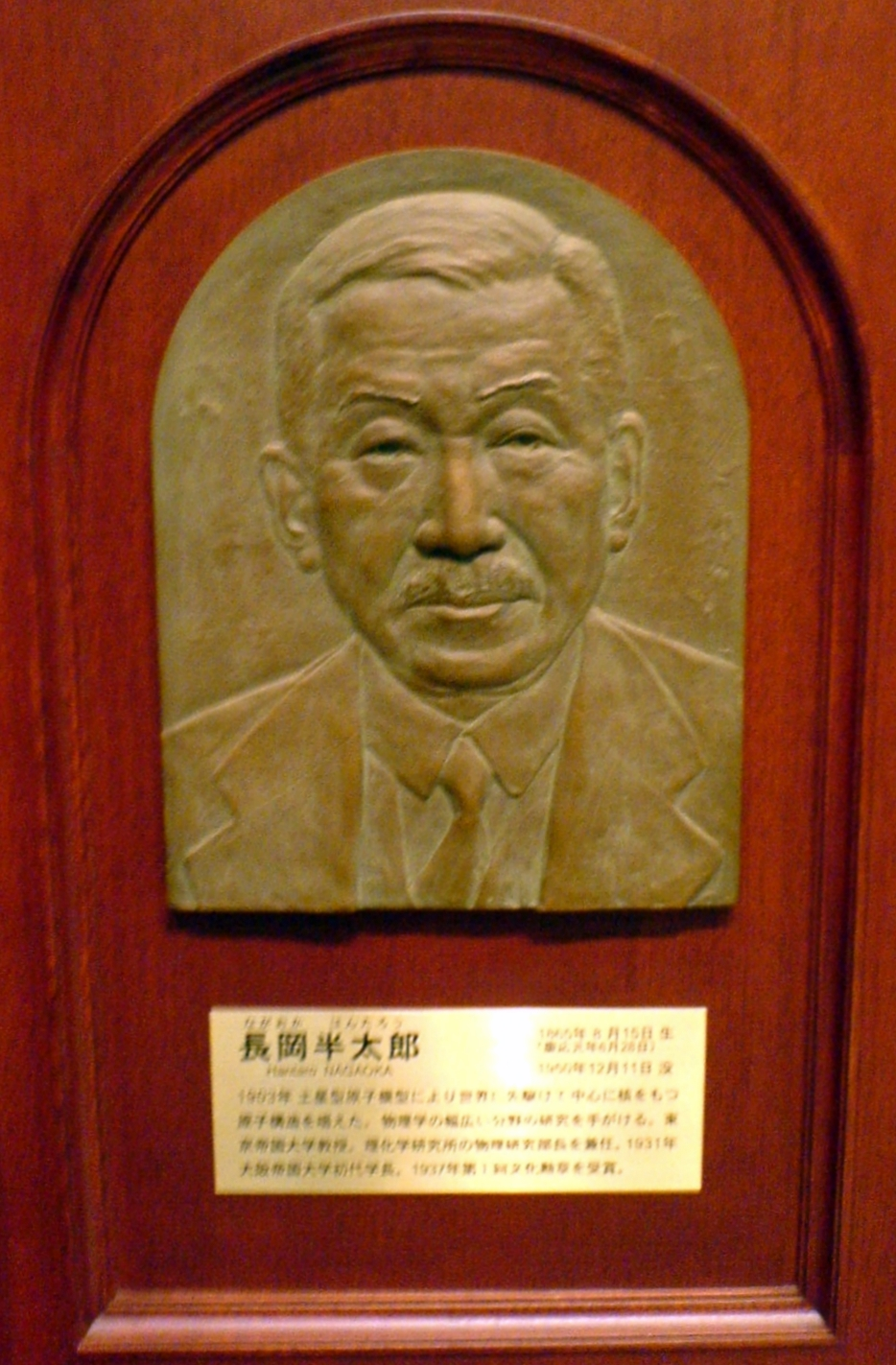
Relièf van Nagaoka in het Science Museum in Tokio

Hantaro Nagaoka (Japans: 長岡 半太郎, Nagaoka Hantarō) (Omura, 15 augustus 1865 – Tokio, 11 december 1950) was een Japanse natuurkundige en een pionier van de Japanse natuurkunde in de vroege Meiji-periode.

## Leven
Nagaoka werd geboren in Omura (prefectuur Nagasaki).
Na zijn studie in Japan studeerde Nagaoka van 1892 tot 1896 in Wenen, Berlijn en München. Hij werd vooral beïnvloed door de lessen van Ludwig Boltzmann over de kinetische gastheorie en de lessen van James Clerk Maxwell over de stabiliteit van de ringen van de planeet Saturnus. Deze twee invloeden leidden tot de ontwikkeling van het planetenmodel van het atoom in 1904.
Van 1901 tot 1925 was Nagaoka professor in de natuurkunde aan de Universiteit van Tokio. Onder zijn leerlingen bevonden zich Kotaro Honda en Hideki Yukawa (De laatste ontving in 1949 de Nobelprijs voor de natuurkunde).

## Planetenmodel van atomen
In 1904 ontwikkelde Nagaoka het "planetenmodel" van een atoom. Dat model bleek later incorrect, maar wordt nog vaak gebruikt.
Het model werd opgesteld naar analogie van de verklaring die Maxwell gaf voor de stabiliteit van de ringen van Saturnus (de ringen zijn stabiel omdat ze om een zeer zware planeet draaien).
Uit het model volgden twee voorspellingen:
- een zeer zware kern (analoog aan de zeer zware planeet)
- elektronen die rond de kern draaien, onder invloed van een elektromagnetische kracht (analoog aan de ringen die rond Saturnus draaien onder invloed van de zwaartekracht)

Beide voorspellingen werden door Ernest Rutherford en anderen bevestigd.
Andere details van het model waren echter incorrect en Nagaoka liet het model in 1908 varen.

## Overig werk
Later deed hij onder andere nog onderzoek op het gebied van spectroscopie. In maart 1924 publiceerde hij een studie waaruit zou blijken dat hij een milligram goud en wat platina uit kwik zou hebben gemaakt.
Van mei 1931 tot juni 1934 was hij president van de universiteit van Osaka.

## Prijzen en erkenning
- In 1937 kreeg hij voor wetenschappelijk werk de cultuurprijs van de Japanse regering.
- De krater Nagaoka op de maan is naar hem vernoemd.